# Busta Jana Wericha
Busta Jana Wericha je bronzová busta na vnější straně zídky u vchodu do Werichovy vily na ulici U Sovových mlýnů na ostrově Kampa na Malé Straně v Praze 1. Autorem díla je malíř a sochař Nikos Armutidis (*1953). Busta je věnována významnému českému umělci Janu Werichovi (1905–1980), který ve vile bydlel v letech 1945–1980.

## Historie díla
Sochař Nikos Armutidis vytvořil bustu bez honoráře v roce 1992. Byla modelována z hlíny a následně se odlil sádrový model pro bronzový odlitek. Busta představuje usmívajícího se Jana Wericha. Nejprve byla busta neoficiálně na místo umístěna bez souhlasu města skupinou sochařů dne 6. února 1993, tj. na výročí Werichova narození. Pak v roce 2006 Werichova busta zmizela. Avšak v březnu 2007 byla namísto umístěna 1. kopie původní busty. V září 2012 byla busta ukradena, ale dvojice zlodějů byla dopadena i s bustou. Avšak policii se busta ztratila a osud 1. kopie busty je tedy nevysvětlený. Autor Nikos Armutidis vytvořil 3. kopii. Dne 30. března 2017 byla 3. kopie opět instalována na původní místo u příležitosti otevření rekonstruované Werichovy vily. Pod bustou je umístěn na malé kovové desce nápis „Jan Werich“.

## Další informace
Busta Jana Wericha je celoročně volně přístupná.

## Galerie

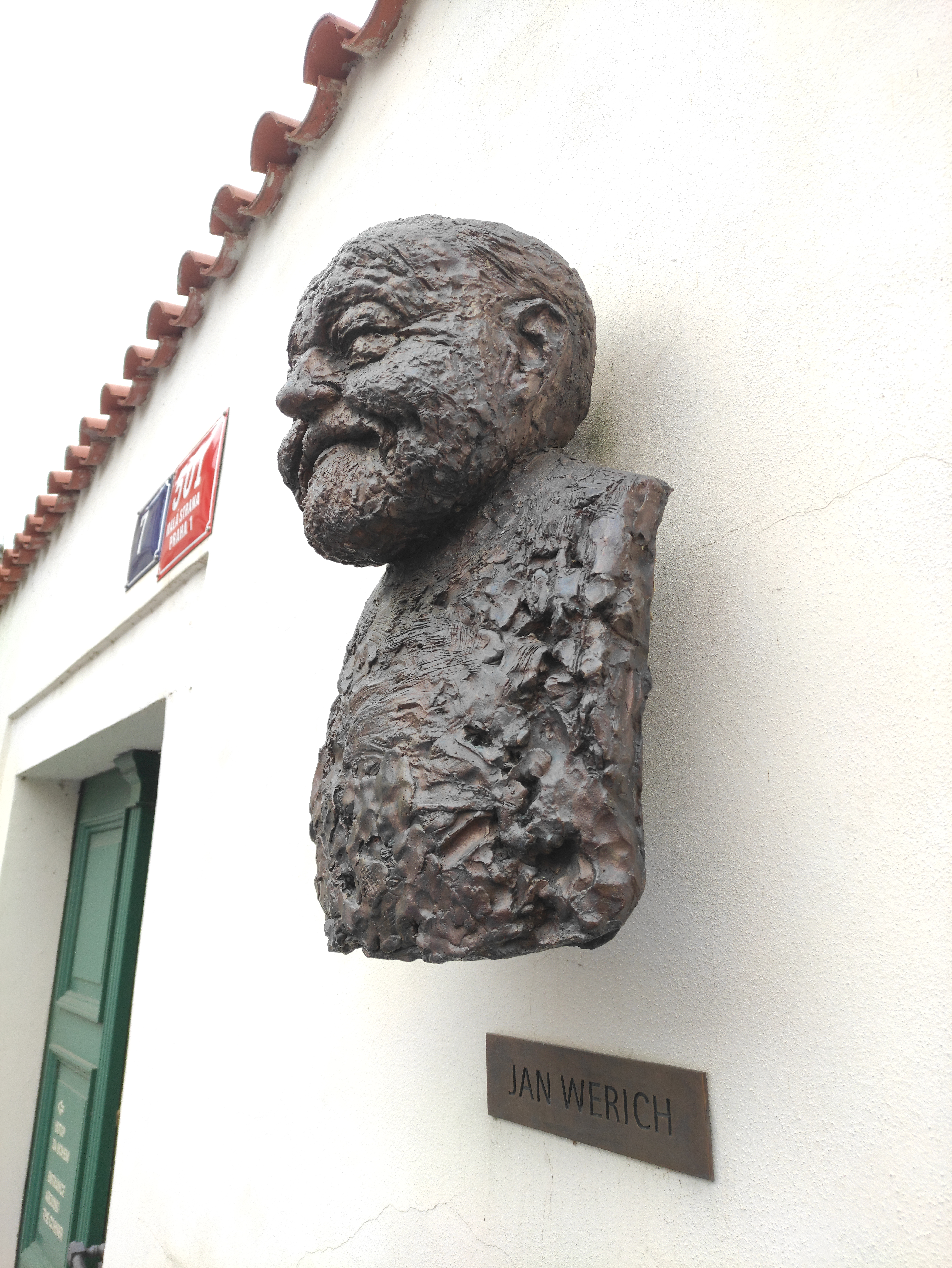
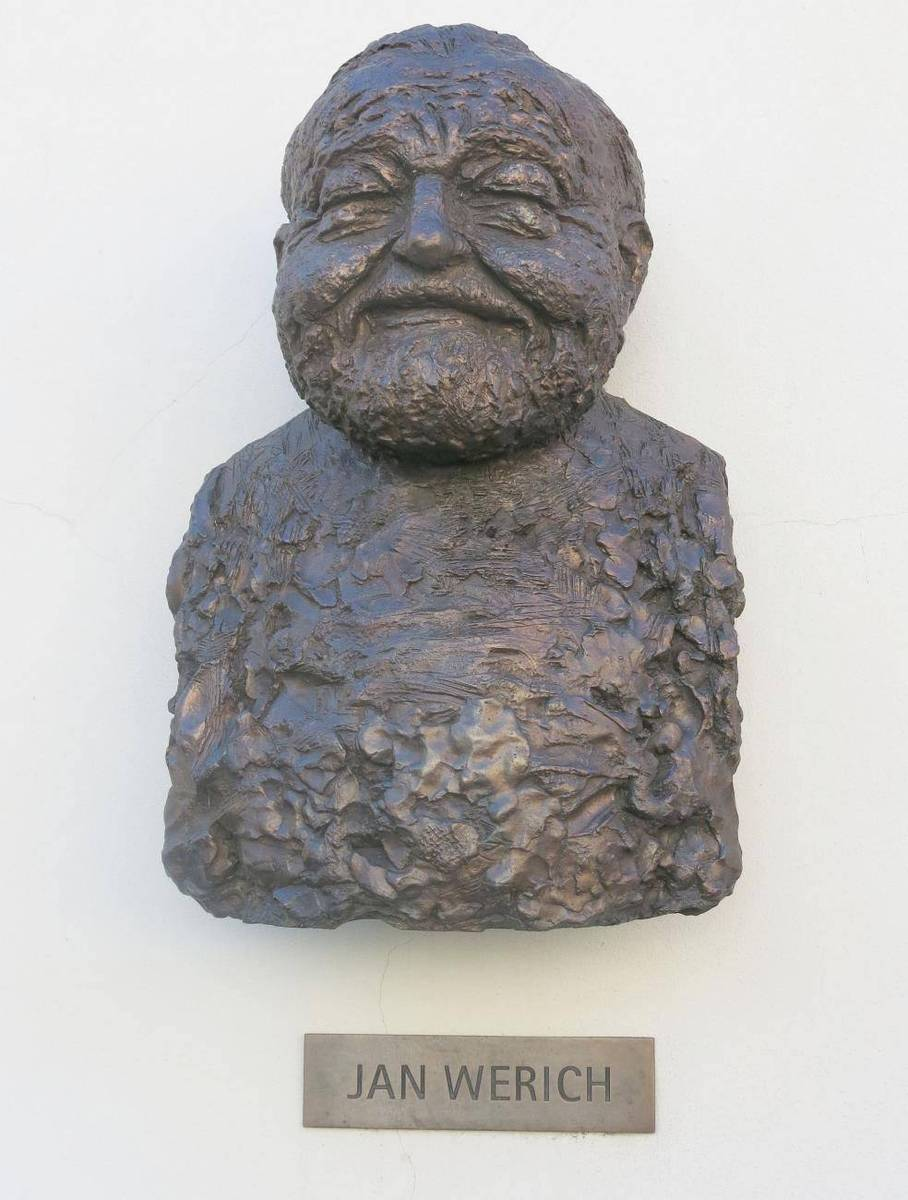